# ルイ・ブラン

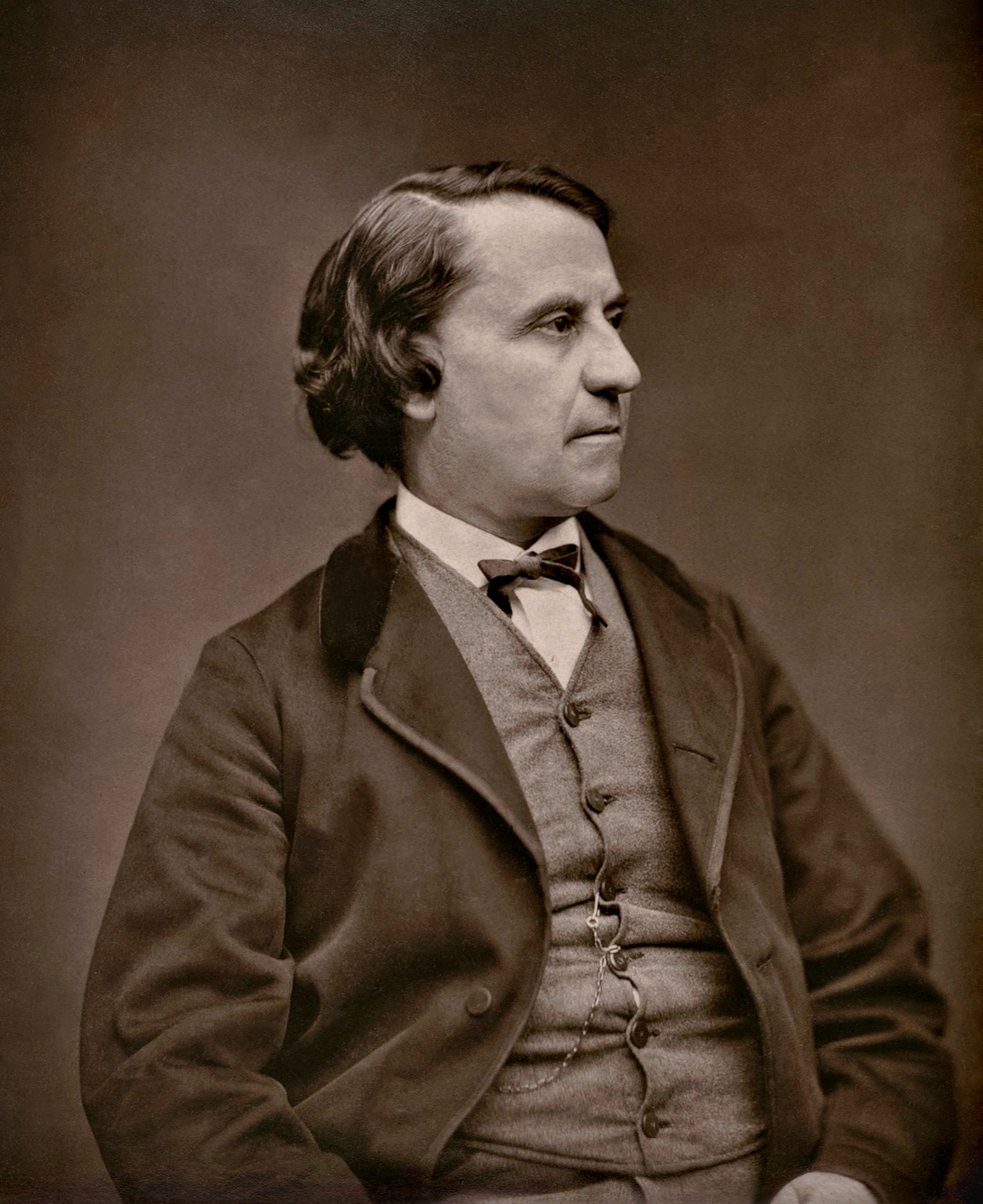
ルイ・ブラン

ルイ・ブラン（Louis Blanc, 1811年10月29日 - 1882年12月6日）は、フランス第二共和政期の社会主義者の政治家、歴史家。二月革命後に臨時政府に入り、労働時間の短縮をおこない国立作業場を設立した。しかし1848年4月の選挙で落選（農民たちはやっと手に入った土地を、平等を旨とする社会主義派によって再び失うことを恐れ、ルイ・ブランを支持しなかった）。これによって臨時政府は国立作業場の廃止を決定。パリ民衆が武装蜂起を起こして鎮圧されるとイギリスに亡命した。
彼の「各人がその才能に応じて生産し、その必要に応じて消費する」という言葉がゴータ綱領批判や共産主義者に影響を与えた。
なお、パリ市内の地下鉄駅「ルイ・ブラン駅」は彼にちなんで名付けられたものである。